# Berek-patak (Domoszlói-patak)
A Berek-patak, vagy másik nevén Tarjánka-patak a Mátrában ered, Markaz településtől északra, Heves vármegyében, mintegy 620 méteres tengerszint feletti magasságban. A patak forrásától kezdve délkeleti irányban halad, keresztülfolyik a Domoszlói-víztárolón, majd Domoszló délnyugati részénél éri el a Domoszlói-patakot.
A Tarjánka-szurdok fokozottan védett terület, amely csak engedély birtokában látogatható. A természetvédelmi terület a Bükki Nemzeti Park hatáskörébe tartozik. A téli időszakban a szurdokban csak napi két órán keresztül süt a nap. A patak a Mátra andezitből álló tömbjébe vájta meredek falú szurdokvölgyét. A hegyvonulat ezen része 12-16 millió évvel ezelőtt keletkezett. A közeli kőbányában üvegopál is fellelhető. A Tarjánka-patak szurdokvölgye 700 méter hosszú. Felső végét egy vízesés zárja, majd a fentebbi, a forrásvidék felé eső völgyrész már jóval szélesebb. A szurdok legkeskenyebb pontján alig kettő méter széles. A nemzeti park szakemberei időnként túravezetések keretében ismertetik meg a látogatókkal a völgy értékeit. A túra hossza oda-vissza négy kilométer.

## Élővilága

### Faunája
A patak környékén a Mátrában élnek muflonok. A patakban vöröshasú unkák és folyami rákok, míg környékén nappali pávaszemek élnek.

### Flórája
A patak völgyében méregölő sisakvirág (Aconitum anthora), északi fodorka (Asplenium septentrionale), aranyos fodorka (Asplenium trichomanes), gérbics, kakukkszegfű, cickafark és epergyöngyike is él.

## Part menti települések
A Berek-patak menti két településen összesen közel 3000 fő él. 
- Markaz
- Detk